# Hemelkijker (diepzeevis)
De hemelkijker (Opisthoproctus soleatus) is een straalvinnige vissensoort uit de familie van de hemelkijkers (Opisthoproctidae). De wetenschappelijke naam van de soort is voor het eerst geldig gepubliceerd in 1888 door Vaillant.

## Kenmerken
Deze vissen met een lichaamslengte tot 10,5 cm hebben een donkere rug en een zilverwitte buik. Bij de endeldarm bevindt zich een lichtgevend orgaan. Ze hebben buisvormige omhooggerichte ogen en een ver naar achteren geplaatste rug- en aarsvin. Het licht wordt aangemaakt door bacteriën en wordt via een lens geprojecteerd op de buikwand, waardoor het de schaduwvorming opheft, zodat de vis van onderen bijna onzichtbaar is. Hij jaagt op prooien die boven hem zwemmen.

## Verspreiding en leefgebied
Deze soort komt wereldwijd voor in tropische en subtropische zeeën tot een diepte van ongeveer 800 meter.